# Березняківський кар'єр
Березнякі́вський кар'єр — геологічна пам'ятка природи місцевого значення у Черкаському районі Черкаської області.

## Опис
Пам'ятка природи площею 4,0 га розташовано біля села Березняки, за 600 м на південний захід від залізничної платформи, на правому березі річки Тясмин.
Як об'єкт природно-заповідного фонду створено рішенням Черкаського обвиконкому від 27.06.1972 р. № 367. Землекористувач або землевласник, у віданні якого перебуває заповідний об'єкт — Смілянська міська громада.
Під охороною мальовничий скелястий берег, у минулому гранітний кар'єр. Поклади житомирських гранітів з включенням пегматитових глин.

## Галерея

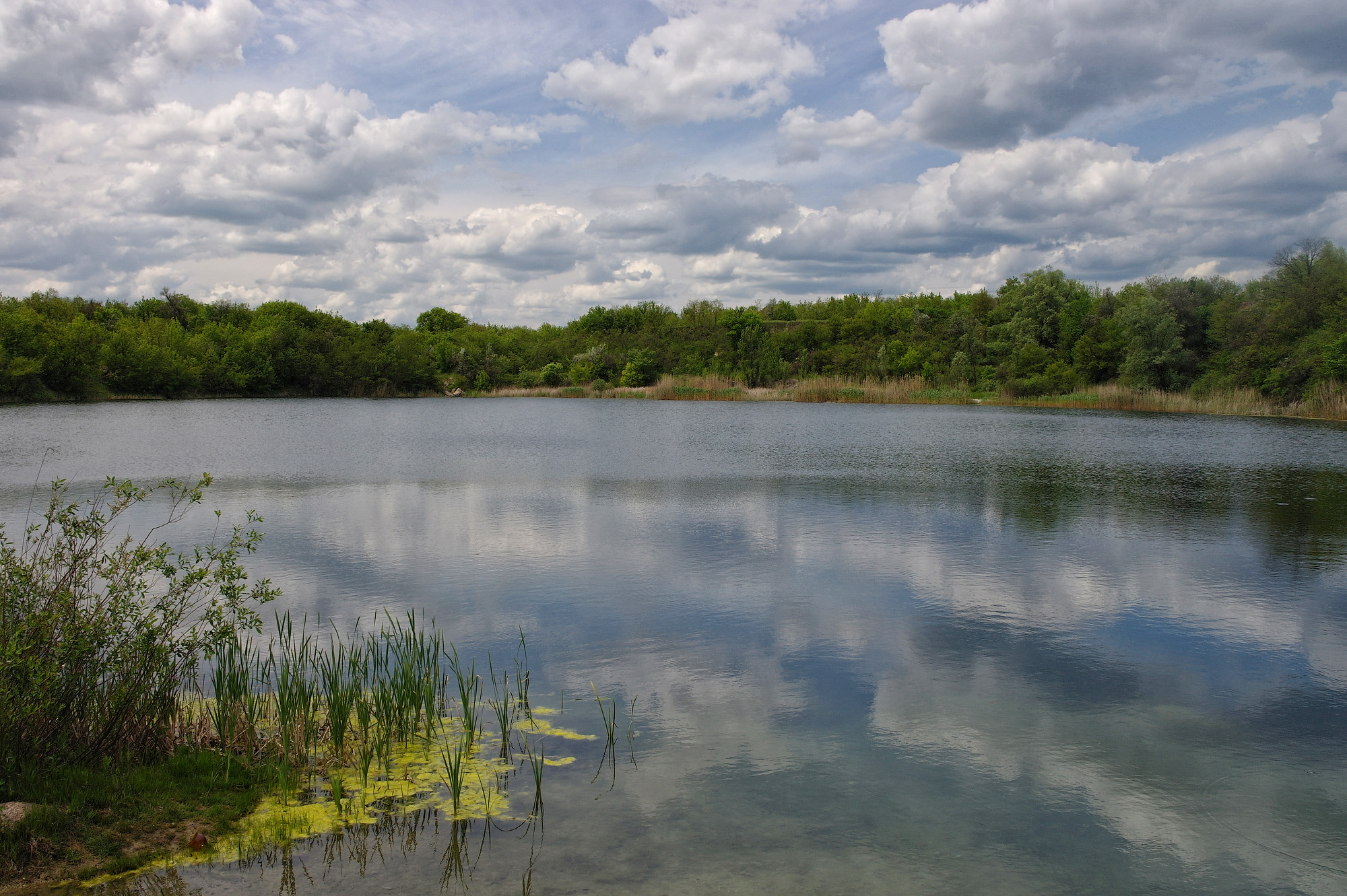
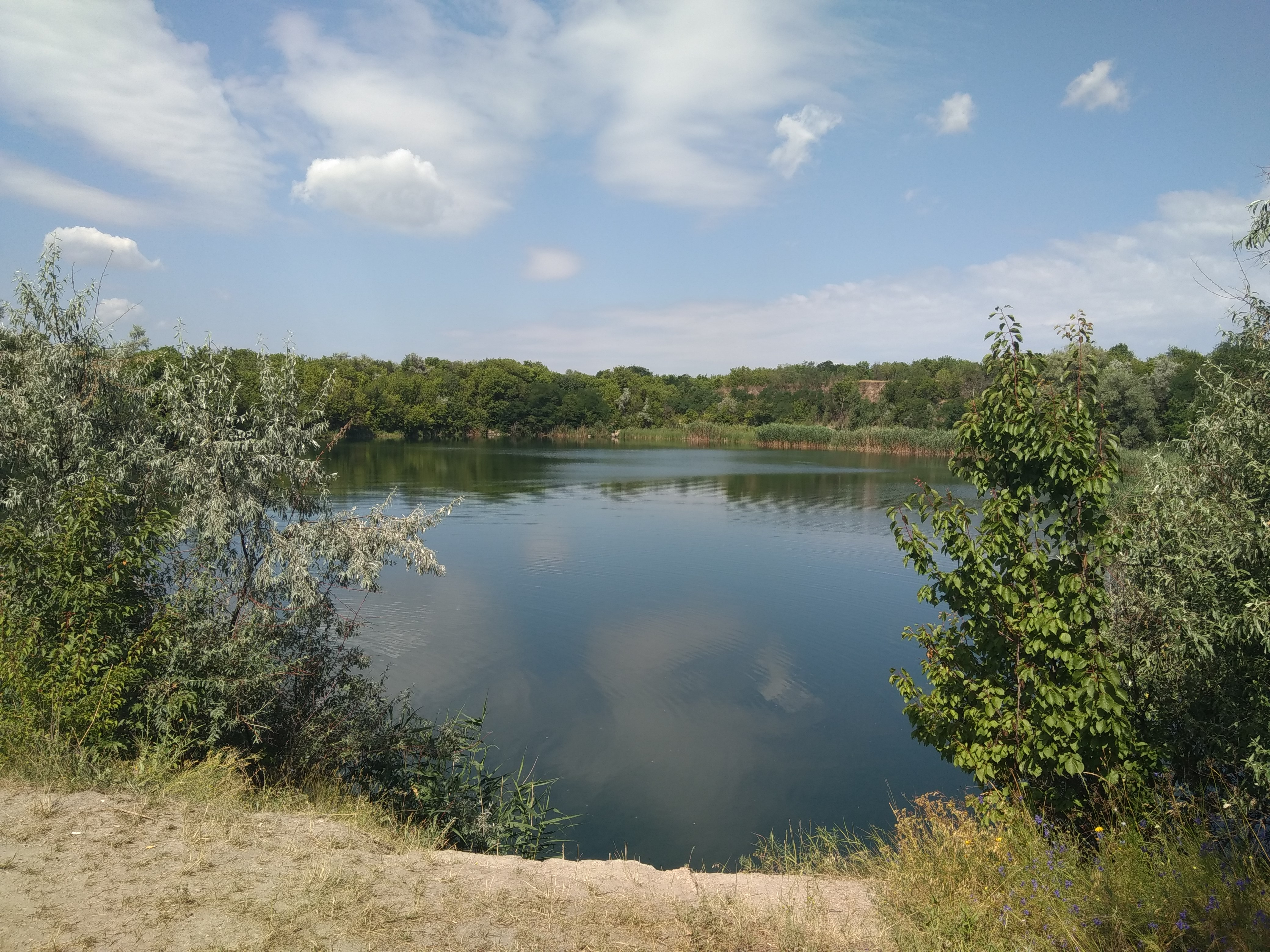
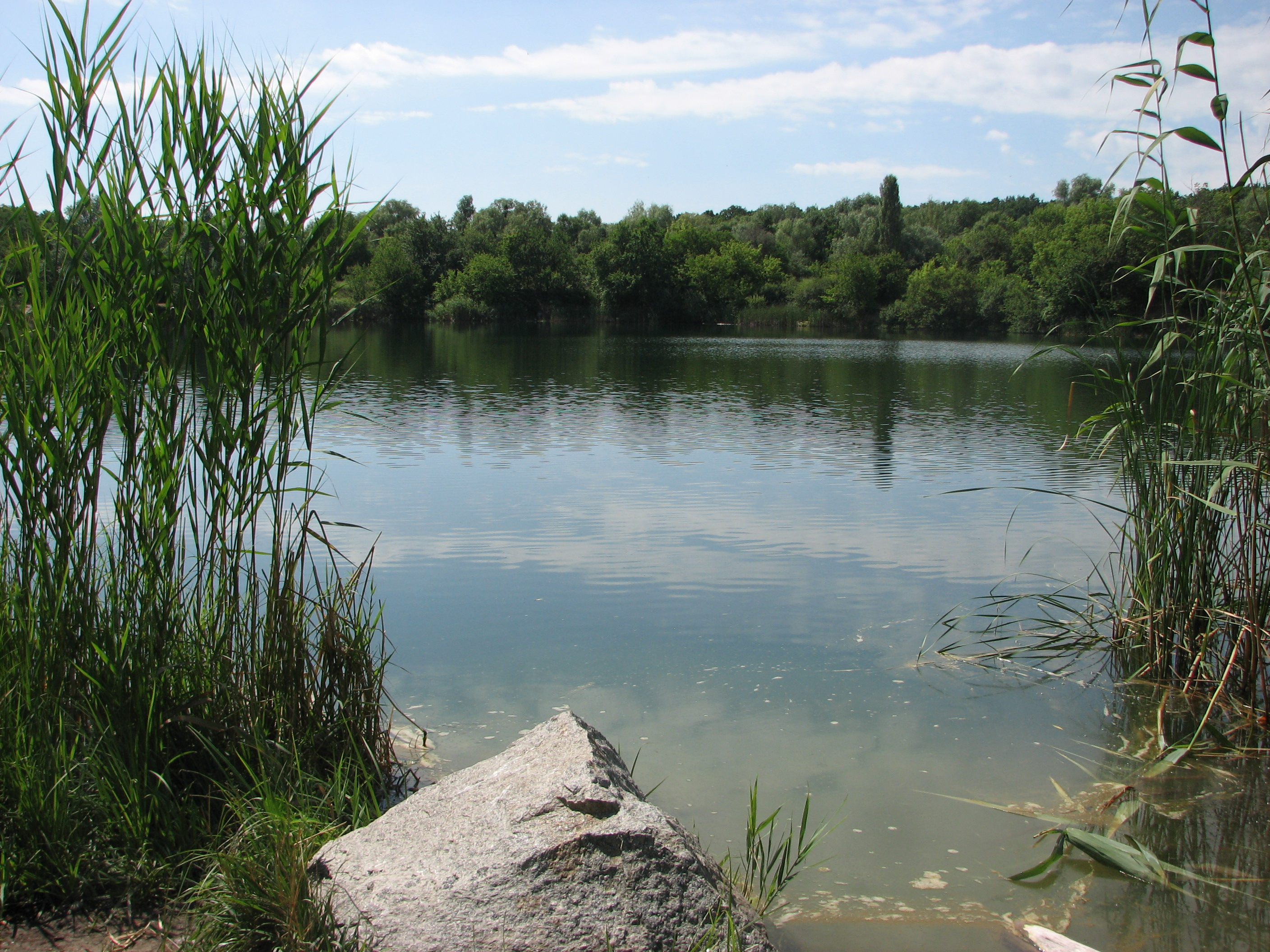
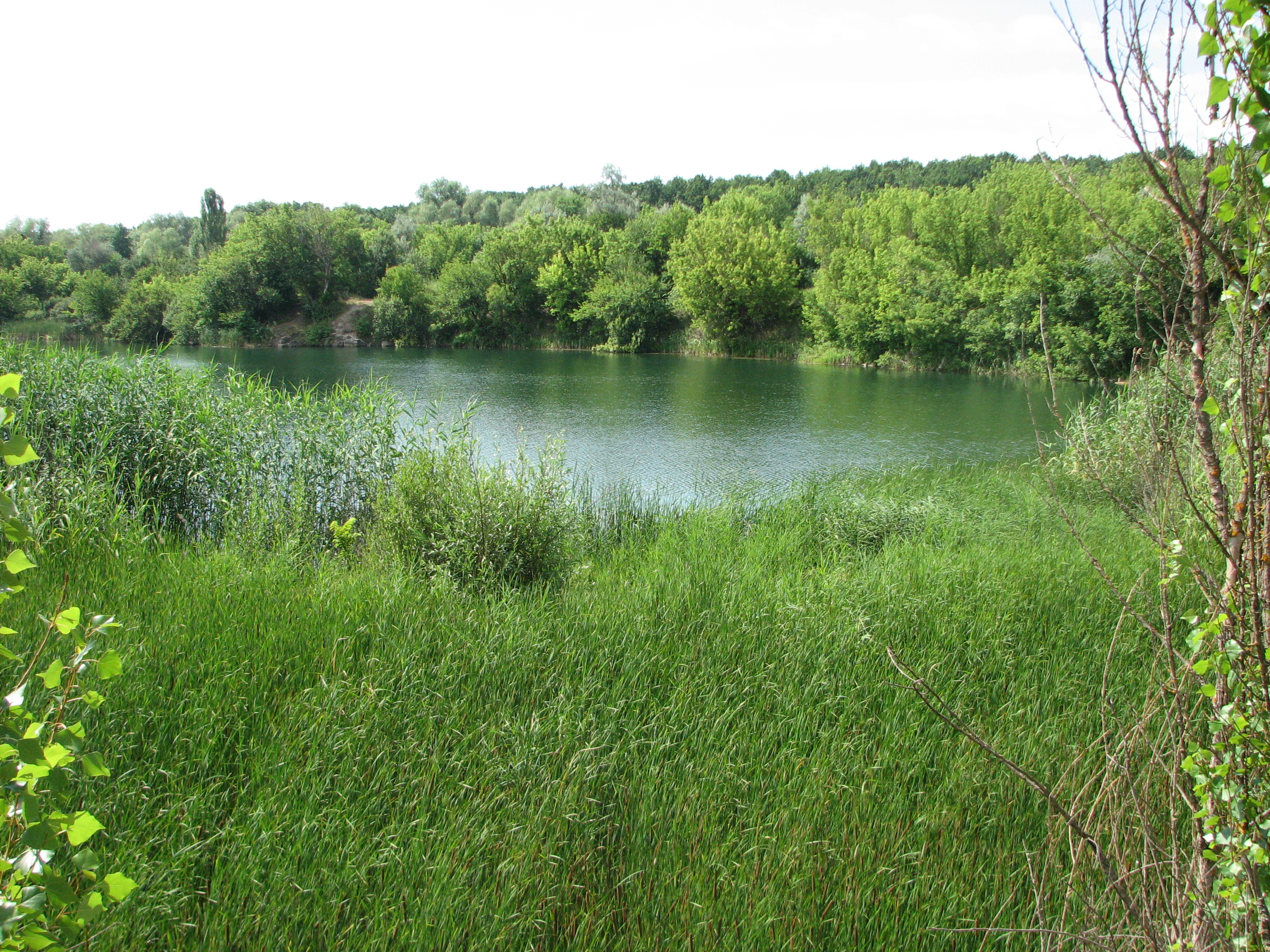
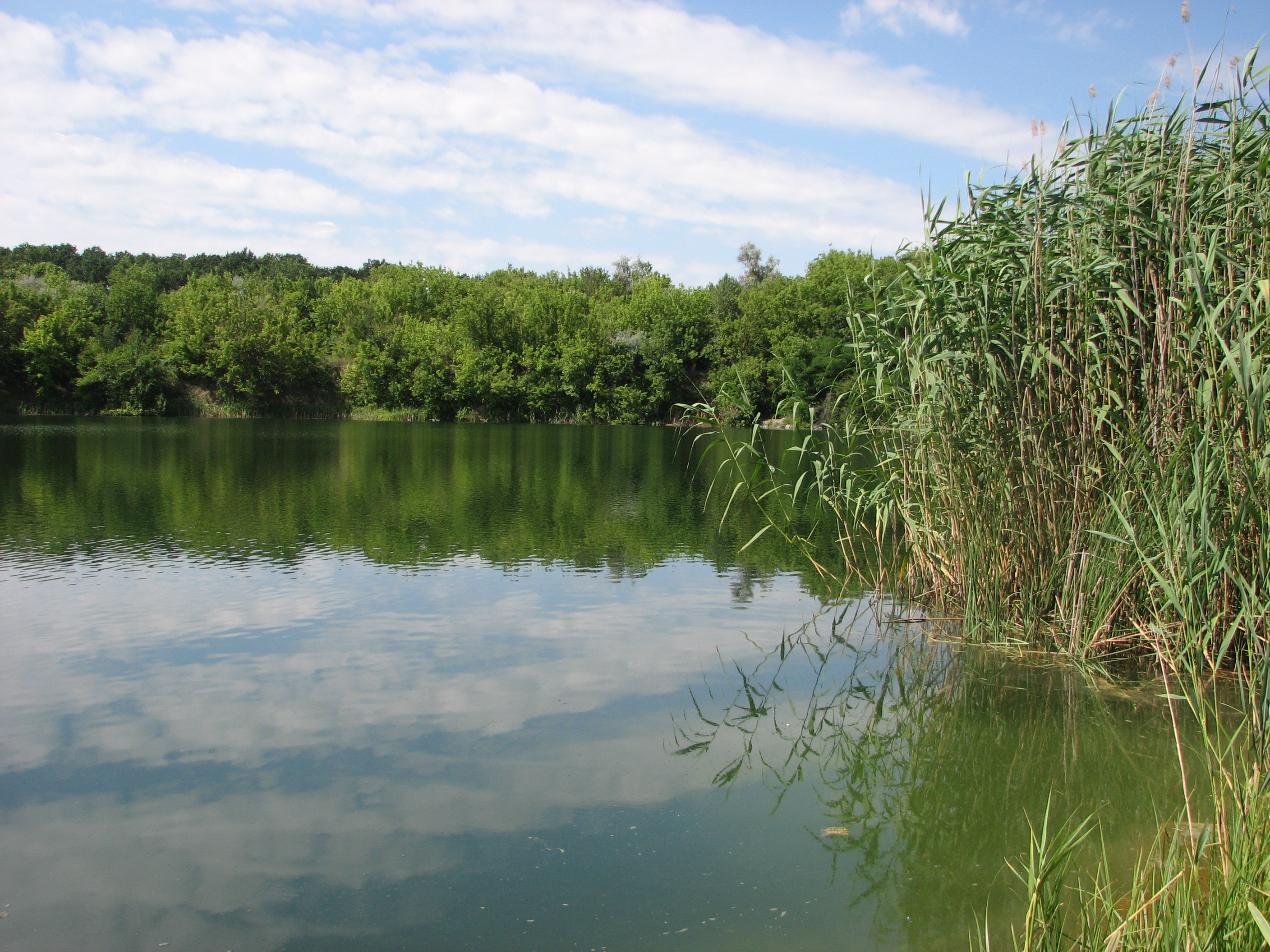
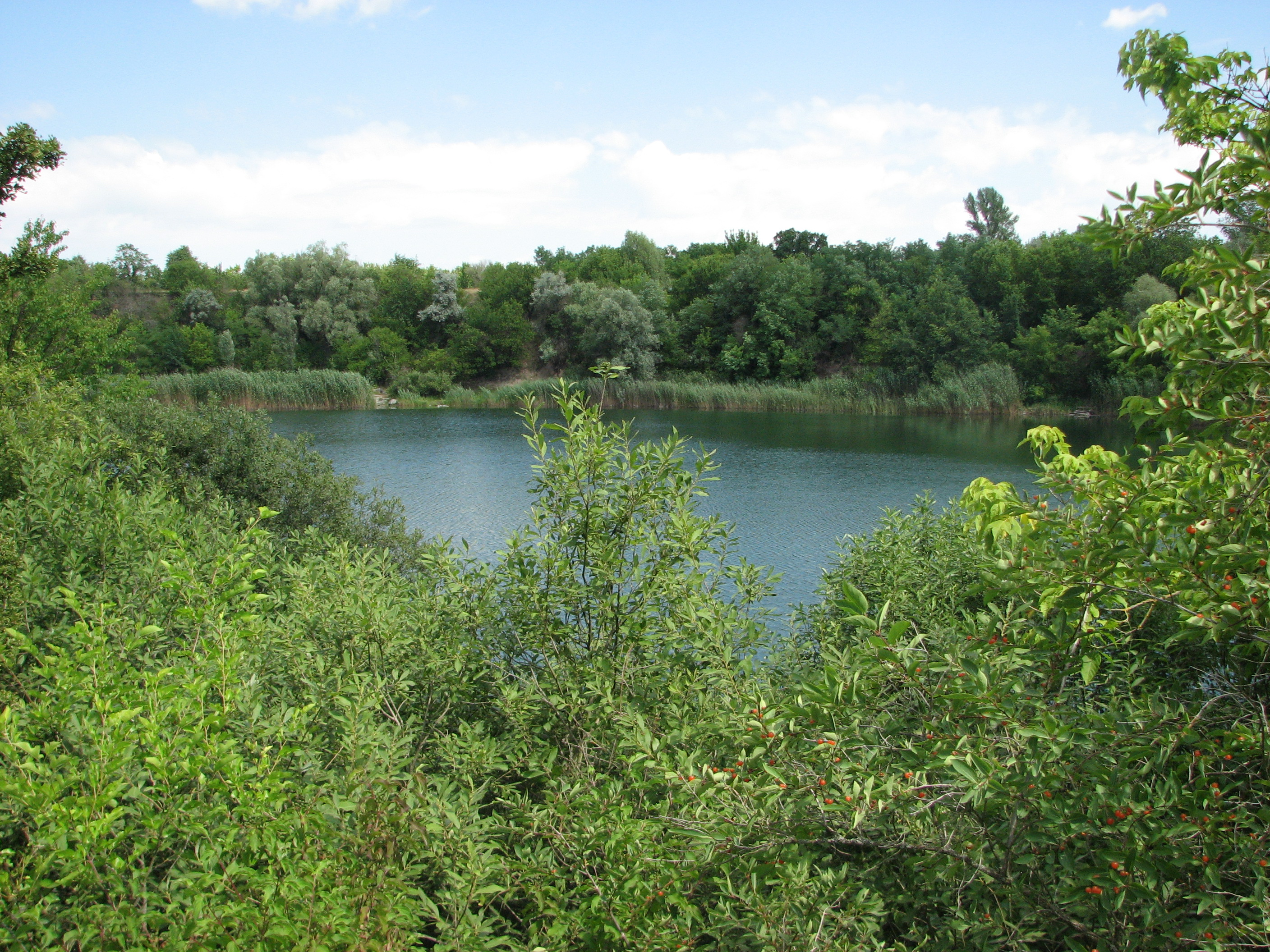
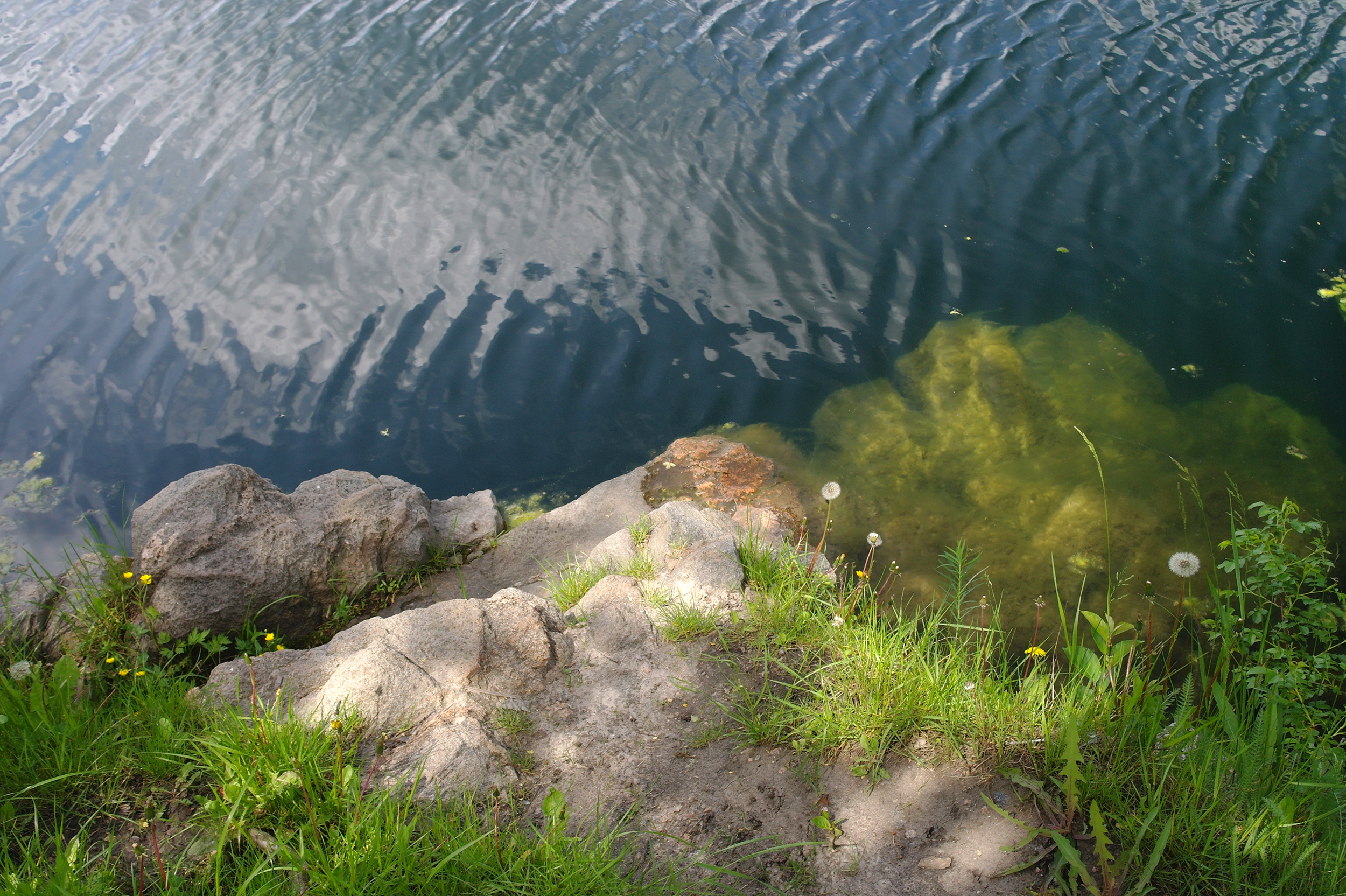